# Avec le sourire
Avec le sourire is een Franse filmkomedie uit 1936 onder regie van Maurice Tourneur. Destijds werd de film in Nederland uitgebracht onder de titel Ga lachend door het leven.

## Verhaal
Victor Larnois komt berooid aan in Parijs. Hij leert er al spoedig het mooie revuemeisje Gisèle kennen. Hij gaat zelf als loopjongen aan de slag in het variététheater. Na verloop van tijd klimt hij op tot theaterdirecteur.

## Rolverdeling
| Acteur            | Personage       |
| ----------------- | --------------- |
| Maurice Chevalier | Victor Larnois  |
| André Lefaur      | Ernest Villary  |
| Marcel Vallée     | Pascaud         |
| Léon Arvel        | Templier        |
| Marcel Simon      | Museumdirecteur |
| Rivers Cadet      | Jager           |
| Léon Morton       | Schoolmeester   |
| Henry Houry       | Trainer         |
| Jean Gobet        | Bruzin          |
| Marie Glory       | Gisèle          |
| Paule Andral      | Madame Villary  |
| Milly Mathis      | Kassabediende   |
| Viviane Gosset    | Suzy Dorfeuil   |